# Деникен (Золотурн)
Деникен (нем. Däniken SO) — коммуна в Швейцарии, в кантоне Золотурн. 
Входит в состав округа Ольтен. Население составляет 2747 человек (на 31 декабря 2007 года). Официальный код — 2572.

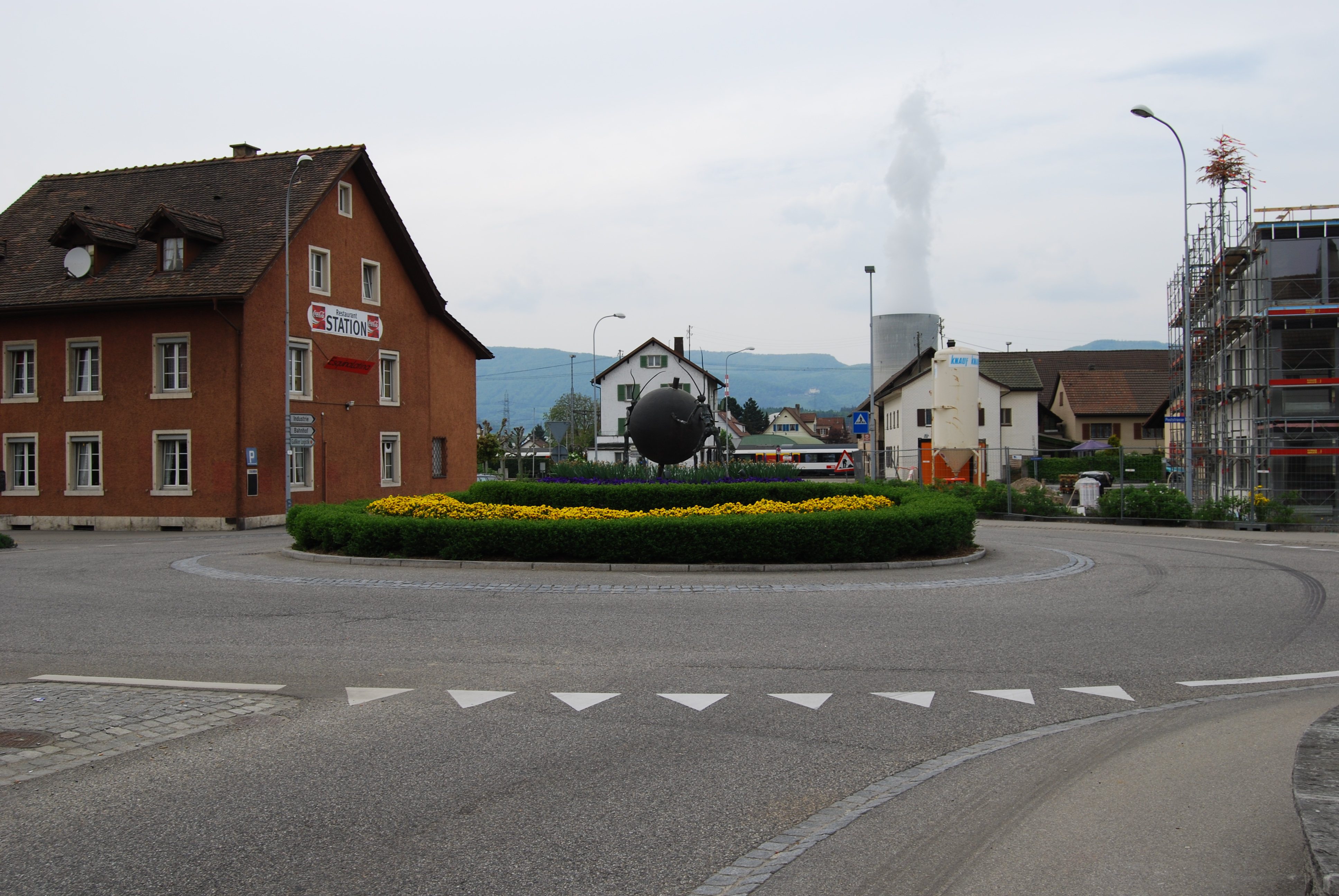
Деникен

Близ коммуны расположена АЭС Гёсген.